# The Italian (1915)
The Italian is een Amerikaanse dramafilm uit 1915 onder de regie van Reginald Barker. De film gaat over een Italiaanse immigrant die er echt alles voor doet om de Verenigde Staten binnen te kunnen komen. In 1991 werd de film opgenomen in het National Film Registry.

## Rolverdeling
| Acteur         | Personage                |
| -------------- | ------------------------ |
| George Beban   | Pietro "Beppo" Donnetti  |
| Clara Williams | Annette Ancello Donnetti |
| J. Frank Burke | Trudo Ancello            |
| Leo Willis     | Bill Corrigan            |
| Fanny Midgley  |                          |